# Brand-new Saturday
Brand-new Saturday(ブランニュー・サタデー)は、ミュージックバード制作、全国各地のコミュニティ放送局にて毎週土曜日10:00 - 11:55(JST)に放送されているラジオ番組である。

## 概要
毎週メッセージテーマを設け、音楽を交えながらリスナーから寄せられたテーマにまつわるメッセージを紹介していく生放送番組。
番組は2時間番組であるが、10時台のみ、または11時台のみ放送のネット局もあるため、番組は第一部（10:00 - 10:55）及び第二部（11:00 - 11:55）に分かれている。

## 放送時間
- 2024年11月〜 10:00 − 11:40
- 2011年4月〜 10:00 - 11:55
- 〜2011年3月 9:00 - 11:55
- 〜2009年3月 9:00 - 10:55

## パーソナリティ
- 2011年4月〜 加藤美智子、高橋あさみ
- 2010年10月〜2011年3月 加藤美智子、高橋あさみ、渡猛 [リンク切れ]、りょーちん [リンク切れ]
- 2009年4月〜2010年9月 加藤美智子、辻桃子、高橋あさみ
- 2008年4月〜2009年3月 加藤美智子、辻桃子
- 2007年4月〜2008年3月 高橋あさみ、春菜祐希
- 2006年4月〜2007年3月 横山明日香

## 番組コーナー
10時台
- ブラサタ川柳会（10:20頃）

放送日のメッセージテーマにまつわる川柳をリスナーから募集。紹介した川柳の中から最優秀作品「三ツ星川柳」をひとつ選出、選ばれたリスナーには加藤直筆のカードがプレゼントされる。川柳の投稿は放送日当日の10:10締切となっている。
- 防災・防犯インフォメーション（10:55 - 11:00、局によっては別番組）

11時台
- ニュース（11:30頃）

2017年4月開始。ミュージックバードのアナウンサーが担当。
- カミスマDJへの道（11:35頃）

高橋がリスナーから寄せられた噛みそうな文章に挑戦するコーナー。高橋が3回噛んだ文章を投稿したリスナーには番組名言カードがプレゼントされる。なおコーナー全編にわたり、「8時だョ!全員集合」の「少年少女合唱隊」で一時使われていた「ドリフの早口ことば」がテーマ音楽またはBGMとして使われている。
番外編
- 裏ブラサタ(ラブサタ)

YouTube、iTunesなどで配信。

## 終了したコーナー
- 言葉美人

忙しい生活の中で忘れがちな「言葉」に焦点を当てたコラム。
- 宿題感想文

最近話題の作品・名作・リスナーお勧め作品などから課題作品を選び、独断と偏見で星3つで評価し、感想文を発表する。
- ハッピーニュース

その週に見つけたハッピーなニュースを紹介。
- お天気コラム

季節にあったコラムを紹介。
- ラジオドラマ『タイヨウがのぼったら』

TYTY の神戸美希と栗林さやかとパーソナリティの加藤美智子による、ラジオドラマ。
ゲストで辻桃子・高橋あさみも一度参加。脚本は、穴吹一郎
- ミチコラム

パーソナリティ加藤美智子の視点によるオリジナルコラム。
- 歴女の独り言

パーソナリティ辻桃子の独断と偏見で決めた歴史上の事件・人物・建造物等の独り言。
- スポーツニュース

その週のスポーツニュースを選りすぐり紹介。
- 本日の名言(ハートに火をつけてと隔週)

加藤美智子による、名言の紹介とオリジナルコラム。
- 使えるかもしれない外国語講座

高橋あさみによる、言語を問わず、使えるかもしれない外国語を紹介。
- 即興ラジオドラマ

渡猛、りょーちんによる、文字通りの即興ラジオドラマ。毎回、お題の言葉を差し込むのは、高橋と加藤。
- ハートに火をつけて（2014年10月 - 2016年3月、月一回放送）

恋愛カウンセラーの羽林由鶴を迎えて、リスナーからのお悩み・相談を受け付けた。

## 番組にまつわるエピソード
- 番組のテーマソングは澤内早苗の「LOVEろう! feat.ブラサタファミリー」。この曲は番組にまつわるフレーズをリスナーから募り、寄せられたフレーズを元に歌詞を作成したものである。2014年秋より音楽ストアでの配信も開始された[1]。
- 2014年9月21日に番組初のリスナー参加型イベント「ブラサタ祭り」が東京・神楽坂の光鱗亭ギャラリーで開催された。開催されることが告知された当初は「限定30名だけど、30名集まらないと開催できない」という条件[2]があったが、後にイベント開催が正式決定された[3]。
- 2015年3月14日の放送は北陸新幹線長野－金沢間が開通したことに合わせ、富山県富山市の富山シティエフエムから出張生放送を行った[4][5]。なお、同局でブラサタは10時台のみネットしているが、出張生放送が行われたこの日は特別編成として2時間フルネットで放送された。